# Ukraina na Letnich Igrzyskach Olimpijskich 2020
Ukraina na Letnich Igrzyskach Olimpijskich 2020 – reprezentacja Ukrainy na Letnich Igrzyskach Olimpijskich 2020 rozegranych w dniach 23 lipca–8 sierpnia 2021 roku w Tokio.
Chorążym reprezentacji podczas ceremonii otwarcia zostali: strzelczyni Ołena Kostewycz oraz szermierz Bohdan Nikiszyn.

## Zdobyte medale[2]
| Medal  | Zawodnik | Dyscyplina             | Konkurencja                           | Rezultat                                                                                     | Data       |
| ------ | --- | ---------------------- | ------------------------------------- | -------------------------------------------------------------------------------------------- | ---------- |
| Złoto  | Żan Bełeniuk | Zapasy                 | waga do 87 kg mężczyzn styl klasyczny | W finale pokonał reprezentanta Węgier Viktor Lőrincz                                         | 4 sierpnia |
| Srebro | Mychajło Romanczuk | Pływanie               | 1500 m stylem dowolnym mężczyzn       | 14:40,66 min                                                                                 | 1 sierpnia |
| Srebro | Parwiz Nasibow | Zapasy                 | waga do 67 kg mężczyzn styl klasyczny | W finale uległ reprezentantowi Iranu Mohammadreza Garaji                                     | 4 sierpnia |
| Srebro | Andżelika Terliuga | Karate                 | kumite kategoria do 55 kg kobiet      | W finale uległa reprezentantce Bułgarii Iwet Goranowej                                       | 5 sierpnia |
| Srebro | Ludmyła Łuzan, Anastasija Czetwerikowa | Kajakarstwo            | C-2 500 m kobiet                      | 1:57,499                                                                                     | 7 sierpnia |
| Srebro | Oleksandr Chyżniak | Boks                   | waga średnia mężczyzn                 | W finale uległ reprezentantowi Brazylia Hebert Conceição                                     | 7 sierpnia |
| Srebro | Ołena Starikowa | Kolarstwo torowe       | sprint kobiet                         | w finale uległa reprezentantce Kanada Kelsey Mitchell                                        | 8 sierpnia |
| Brąz   | Darja Biłodid | Judo                   | kategoria do 48 kg kobiet             | W pojedynku o brązowy medal pokonała reprezentantkę Izraela Shira Rishony                    | 24 lipca   |
| Brąz   | Ihor Rejzlin | Szermierka             | szpada mężczyzn indywidualnie         | W pojedynku o brązowy medal pokonał reprezentanta Włoch Andrea Santarelli 15:12              | 25 lipca   |
| Brąz   | Ołena Kostewycz, Ołeh Omelczuk | Strzelectwo            | pistolet pneumatyczny 20 m mikst      | W meczu pojedynku o brązowy medal pokonali reprezentantów Serbii Zorana Arunović/Damir Mikec | 27 lipca   |
| Brąz   | Mychajło Romanczuk | Pływanie               | 800 m stylem dowolnym mężczyzn        | 7:42,33 min                                                                                  | 29 lipca   |
| Brąz   | Elina Switolina | Tenis                  | gra pojedyncza kobiet                 | W meczu o brązowy medal pokonała reprezentantkę Kazachstanu Jelenę Rybakinęa 2-1             | 31 lipca   |
| Brąz   | Ałła Czerkasowa | Zapasy                 | kategoria do 68 kg kobiet styl wolny  | W pojedynku o brązowy medal pokonała reprezentantkę Japonii Sara Doshō                       | 3 sierpnia |
| Brąz   | Marta Fiedina, Anastasija Sawczuk | Pływanie synchroniczne | duety kobiet                          | 189,4620 pkt                                                                                 | 4 sierpnia |
| Brąz   | Iryna Koladenko | Zapasy                 | kategoria do 62 kg kobiet styl wolny  | W pojedynku o brązowy medal pokonała reprezentantkę Łotwy Anastasija Grigorjeva              | 4 sierpnia |
| Brąz   | Ludmyła Łuzan | Kajakarstwo            | C-1 200 m kobiet                      | 47,034 s                                                                                     | 5 sierpnia |
| Brąz   | Stanisław Horuna | Karate                 | Kumite waga do 75 kg mężczyzn         | W półfinale uległ reprezentantowi Włoch Luigi Busà                                           | 6 sierpnia |
| Brąz   | Maryna Aleksiwa, Władysława Aleksiwa, Marta Fiedina, Kateryna Reznik, Anastasija Sawczuk, Alina Szynkarenko, Ksenija Sydorenko, Jelizawieta Jachno | Pływanie synchroniczne | drużynowo kobiety                     | 190,3018 pkt                                                                                 | 7 sierpnia |
| Brąz   | Jarosława Mahuczich | Lekkoatletyka          | skok wzwyż kobiet                     | 2,00 m                                                                                       | 7 sierpnia |

## Kadra
W składzie reprezentacji Ukrainy znalazło się 157 zawodników z 28 dyscyplin sportowych.
Tydzień przed rozpoczęciem igrzysk na jednym z treningów zapaśniczka Alina Hruszyna doznała kontuzji łokcia, wobec czego wycofała się z zawodów. Jej miejsce zajęła Tetiana Kit.
15 lipca została podjęta decyzja przez Sportowy Sąd Arbitrażowy o dyskwalifikacji na trzy lata z powodu dopingu lekkoatlety Ihora Hławana, który miał wystąpić w chodzie na 50 km. W jego miejsce wystąpił Wałerij Litaniuk.
| Dyscyplina                   | M  | K  | Razem |
| ---------------------------- | -- | -- | ----- |
| Badminton                    | 1  | 1  | 2     |
| Boks                         | 4  | 1  | 5     |
| Gimnastyka artystyczna       | 0  | 7  | 7     |
| Gimnastyka sportowa          | 4  | 1  | 5     |
| Jeździectwo                  | 1  | 1  | 2     |
| Judo                         | 4  | 3  | 7     |
| Kajakarstwo górskie          | 0  | 1  | 1     |
| Kajakarstwo klasyczne        | 3  | 7  | 10    |
| Karate                       | 1  | 2  | 3     |
| Kolarstwo górskie            | 0  | 1  | 1     |
| Kolarstwo szosowe            | 1  | 1  | 2     |
| Kolarstwo torowe             | 0  | 2  | 2     |
| Lekkoatletyka                | 20 | 27 | 47    |
| Łucznictwo                   | 1  | 3  | 4     |
| Pięciobój nowoczesny         | 1  | 0  | 1     |
| Pływanie                     | 6  | 1  | 7     |
| Pływanie na otwartym akwenie | 0  | 1  | 1     |
| Pływanie synchroniczne       | 0  | 9  | 9     |
| Podnoszenie ciężarów         | 0  | 2  | 2     |
| Skoki do wody                | 3  | 3  | 6     |
| Skoki na trampolinie         | 1  | 0  | 1     |
| Strzelectwo                  | 4  | 2  | 6     |
| Szermierka                   | 4  | 2  | 6     |
| Tenis stołowy                | 1  | 2  | 3     |
| Tenis ziemny                 | 0  | 4  | 4     |
| Triathlon                    | 0  | 1  | 1     |
| Wioślarstwo                  | 2  | 0  | 2     |
| Zapasy                       | 5  | 5  | 10    |
| Razem                        | 67 | 90 | 157   |

| Zawodnik               | Data urodzenia            | Dyscyplina            |
| ---------------------- | ------------------------- | --------------------- |
| Pawło Ałtuchow         | 23 grudnia 1995(dts)      | Kajakarstwo klasyczne |
| Iwan Banzeruk          | 9 lutego 1990(dts)        | Lekkoatletyka         |
| Mykyta Barabanow       | 26 maja 2001(dts)         | Lekkoatletyka         |
| Żan Bełeniuk           | 24 stycznia 1991(dts)     | Zapasy                |
| Mykoła Bucenko         | 25 czerwca 1991(dts)      | Boks                  |
| Władysław Buchow       | 5 lipca 2002(dts)         | Pływanie              |
| Anatolij Budiak        | 29 września 1995(dts)     | Kolarstwo szosowe     |
| Ołeh Carkow            | 22 marca 1988(dts)        | Strzelectwo           |
| Jakiw Chammo           | 11 czerwca 1994(dts)      | Judo                  |
| Jarosław Charcyz       | 7 maja 1997(dts)          | Boks                  |
| Ihor Chmara            | 18 marca 1990(dts)        | Wioślarstwo           |
| Ołeksandr Chocianiwski | 20 lipca 1990(dts)        | Zapasy                |
| Ołeksandr Chyżniak     | 3 sierpnia 1995(dts)      | Boks                  |
| Danyło Danyłenko       | 10 października 1994(dts) | Lekkoatletyka         |
| Serhij Frołow          | 14 kwietnia 1992(dts)     | Pływanie              |
| Mychajło Hawryluk      | 19 stycznia 1999(dts)     | Lekkoatletyka         |
| Anatolij Herej         | 31 marca 1989(dts)        | Szermierka            |
| Bohdan-Iwan Horodyski  | 18 maja 1994(dts)         | Lekkoatletyka         |
| Stanisław Horuna       | 1 marca 1989(dts)         | Karate                |
| Ołeksij Hunbin         | 8 listopada 1992(dts)     | Łucznictwo            |
| Dmytro Janczuk         | 14 listopada 1992(dts)    | Kajakarstwo klasyczne |
| Jewhen Judenkow        | 10 kwietnia 1993(dts)     | Gimnastyka sportowa   |
| Denys Kesil            | 26 października 2000(dts) | Pływanie              |
| Mychajło Kochan        | 22 stycznia 2001(dts)     | Lekkoatletyka         |
| Ołeh Kołodij           | 16 marca 1993(dts)        | Skoki do wody         |
| Pawło Korostylow       | 5 listopada 1997(dts)     | Strzelectwo           |
| Kou Lei                | 20 listopada 1987(dts)    | Tenis stołowy         |
| Stanisław Kowalow      | 20 sierpnia 1991(dts)     | Wioślarstwo           |
| Nazar Kowałenko        | 9 lutego 1987(dts)        | Lekkoatletyka         |
| Illa Kowtun            | 10 sierpnia 2003(dts)     | Gimnastyka sportowa   |
| Serhij Kulisz          | 17 kwietnia 1993(dts)     | Strzelectwo           |
| Artem Lesiuk           | 30 listopada 1996(dts)    | Judo                  |
| Wałerij Litaniuk       | 2 kwietnia 1994(dts)      | Lekkoatletyka         |
| Iwan Łosiew            | 26 stycznia 1986(dts)     | Lekkoatletyka         |
| Władysław Mazur        | 21 listopada 1996(dts)    | Lekkoatletyka         |
| Ihor Musijenko         | 22 sierpnia 1993(dts)     | Lekkoatletyka         |
| Wasyl Mychajłow        | 24 czerwca 1995(dts)      | Zapasy                |
| Parwiz Nasibow         | 18 sierpnia 1998(dts)     | Zapasy                |
| Mykyta Nesterenko      | 15 kwietnia 1991(dts)     | Lekkoatletyka         |
| Quedjau Nhabali        | 8 lipca 1990(dts)         | Judo                  |
| Bohdan Nikiszyn        | 29 maja 1980(dts)         | Szermierka            |
| Mykoła Nyżnik          | 26 lipca 1995(dts)        | Lekkoatletyka         |
| Ołeh Omelczuk          | 7 czerwca 1983(dts)       | Strzelectwo           |
| Petro Pachniuk         | 26 listopada 1991(dts)    | Gimnastyka sportowa   |
| Hlib Piskunow          | 25 listopada 1998(dts)    | Lekkoatletyka         |
| Ołeksandr Pohoriłko    | 16 kwietnia 2000(dts)     | Lekkoatletyka         |
| Andrij Procenko        | 20 maja 1988(dts)         | Lekkoatletyka         |
| Ołeksandr Prodan       | 27 marca 1998(dts)        | Jeździectwo           |
| Mykoła Prostonow       | 18 grudnia 1994(dts)      | Skoki na trampolinie  |
| Artem Pocztariow       | 24 lipca 1993(dts)        | Badminton             |
| Ihor Radiwiłow         | 19 października 1992(dts) | Gimnastyka sportowa   |
| Ihor Rejzlin           | 7 lutego 1984(dts)        | Szermierka            |
| Cotne Rogawa           | 2 maja 1993(dts)          | Boks                  |
| Mychajło Romanczuk     | 7 sierpnia 1996(dts)      | Pływanie              |
| Ołeh Serbin            | 11 sierpnia 2001(dts)     | Skoki do wody         |
| Ołeksij Sereda         | 25 grudnia 2005(dts)      | Skoki do wody         |
| Ołeksandr Sitkowśki    | 9 czerwca 1978(dts)       | Lekkoatletyka         |
| Serhij Smełyk          | 19 kwietnia 1987(dts)     | Lekkoatletyka         |
| Roman Swiczkar         | 18 czerwca 1993(dts)      | Szermierka            |
| Serhij Szewcow         | 29 czerwca 1998(dts)      | Pływanie              |
| Lenur Tiemirow         | 1 stycznia 1990(dts)      | Zapasy                |
| Ihor Trojanowśki       | 9 sierpnia 2002(dts)      | Pływanie              |
| Pawło Tymoszczenko     | 13 października 1986(dts) | Pięciobój nowoczesny  |
| Jurij Wandiuk          | 7 maja 1994(dts)          | Kajakarstwo klasyczne |
| Eduard Zabużenko       | 18 kwietnia 1998(dts)     | Lekkoatletyka         |
| Marjan Zakalnycki      | 19 sierpnia 1994(dts)     | Lekkoatletyka         |
| Heorhij Zantaraja      | 21 października 1987(dts) | Judo                  |

| Zawodniczka                  | Data urodzenia            | Dyscyplina                   |
| ---------------------------- | ------------------------- | ---------------------------- |
| Maryna Ałeksijiwa            | 29 maja 2001(dts)         | Pływanie synchroniczne       |
| Władysława Ałeksijiwa        | 29 maja 2001(dts)         | Pływanie synchroniczne       |
| Lubow Basowa                 | 16 lipca 1988(dts)        | Kolarstwo torowe             |
| Maryna Bech-Romanczuk        | 18 lipca 1995(dts)        | Lekkoatletyka                |
| Ałła Belinśka                | 8 października 1995(dts)  | Zapasy                       |
| Jana Bełomoina               | 2 listopada 1992(dts)     | Kolarstwo górskie            |
| Darja Biłodid                | 10 października 2000(dts) | Judo                         |
| Marioła Bodnarczuk           | 23 marca 2002(dts)        | Gimnastyka artystyczna       |
| Anastasija Bryzhina          | 9 stycznia 1998(dts)      | Lekkoatletyka                |
| Olha Charłan                 | 4 września 1990(dts)      | Szermierka                   |
| Ałła Czerkasowa              | 5 maja 1989(dts)          | Zapasy                       |
| Anastasija Czetwerikowa      | 13 kwietnia 1998(dts)     | Kajakarstwo klasyczne        |
| Iryna Decha                  | 14 maja 1996(dts)         | Podnoszenie ciężarów         |
| Daryna Duda                  | 29 listopada 2003(dts)    | Gimnastyka artystyczna       |
| Marta Fiedina                | 1 lutego 2002(dts)        | Pływanie synchroniczne       |
| Hanna Haponowa               | 28 października 1985(dts) | Tenis stołowy                |
| Iryna Heraszczenko           | 10 marca 1995(dts)        | Lekkoatletyka                |
| Jana Hładijczuk              | 21 maja 1993(dts)         | Lekkoatletyka                |
| Olha Hołodna                 | 14 listopada 1991(dts)    | Lekkoatletyka                |
| Weronika Hryszko             | 31 sierpnia 2000(dts)     | Pływanie synchroniczne       |
| Jełyzaweta Jachno            | 4 czerwca 1998(dts)       | Pływanie synchroniczne       |
| Dajana Jastremśka            | 15 maja 2000(dts)         | Tenis ziemny                 |
| Julija Jelistratowa          | 15 lutego 1988(dts)       | Triathlon                    |
| Julija Jurijczuk             | 1 lipca 1998(dts)         | Kajakarstwo klasyczne        |
| Jana Kaczur                  | 13 stycznia 1997(dts)     | Lekkoatletyka                |
| Wiktorija Kalużna            | 11 lipca 1994(dts)        | Lekkoatletyka                |
| Jełyzaweta Kałanina          | 1 lutego 1995(dts)        | Judo                         |
| Wiktorija Kesar              | 11 sierpnia 1993(dts)     | Skoki do wody                |
| Marija Kiczasowa-Skoryk      | 20 lipca 1993(dts)        | Kajakarstwo klasyczne        |
| Nadija Kiczenok              | 20 lipca 1992(dts)        | Tenis ziemny                 |
| Ludmyła Kiczenok             | 20 lipca 1992(dts)        | Tenis ziemny                 |
| Tetiana Kit                  | 1 września 1994(dts)      | Zapasy                       |
| Iryna Kłymeć                 | 4 października 1994(dts)  | Lekkoatletyka                |
| Kateryna Kłymiuk             | 2 czerwca 1995(dts)       | Lekkoatletyka                |
| Iryna Koladenko              | 28 sierpnia 1998(dts)     | Zapasy                       |
| Wałerija Kononenko           | 14 maja 1990(dts)         | Kolarstwo szosowe            |
| Kamiła Konotop               | 23 marca 2001(dts)        | Podnoszenie ciężarów         |
| Ołena Kostewycz              | 14 kwietnia 1985(dts)     | Strzelectwo                  |
| Ołena Krywyćka               | 23 lutego 1987(dts)       | Szermierka                   |
| Ludmyła Kuklinowska          | 4 stycznia 1998(dts)      | Kajakarstwo klasyczne        |
| Maryna Kyłypko               | 10 listopada 1995(dts)    | Lekkoatletyka                |
| Oksana Liwacz                | 14 maja 1997(dts)         | Zapasy                       |
| Julija Łewczenko             | 28 listopada 1997(dts)    | Lekkoatletyka                |
| Alina Łohwynenko             | 18 lipca 1990(dts)        | Lekkoatletyka                |
| Inna Łohutenkowa             | 19 października 1986(dts) | Jeździectwo                  |
| Ludmyła Łuzan                | 27 marca 1997(dts)        | Kajakarstwo klasyczne        |
| Anna Łysenko                 | 22 grudnia 1991(dts)      | Boks                         |
| Sofija Łyskun                | 7 lutego 2002(dts)        | Skoki do wody                |
| Jarosława Mahuczich          | 19 września 2001(dts)     | Lekkoatletyka                |
| Iryna Małowiczko             | 6 grudnia 1993(dts)       | Strzelectwo                  |
| Weronika Marczenko           | 3 kwietnia 1993(dts)      | Łucznictwo                   |
| Tetiana Melnyk               | 2 kwietnia 1995(dts)      | Lekkoatletyka                |
| Jewa Mełeszczuk              | 29 września 2001(dts)     | Gimnastyka artystyczna       |
| Darja Mychajłowa             | 29 kwietnia 1989(dts)     | Lekkoatletyka                |
| Marija Mykołenko             | 4 kwietnia 1994(dts)      | Lekkoatletyka                |
| Iryna Nowożyłowa             | 7 stycznia 1986(dts)      | Lekkoatletyka                |
| Ludmyła Olanowśka            | 20 lutego 1993(dts)       | Lekkoatletyka                |
| Wiktorija Onoprijenko        | 18 października 2003(dts) | Gimnastyka artystyczna       |
| Krystyna Pancziszko          | 3 czerwca 1998(dts)       | Pływanie na otwartym akwenie |
| Anastasija Pawłowa           | 9 lutego 1995(dts)        | Łucznictwo                   |
| Marharyta Pesoćka            | 9 sierpnia 1991(dts)      | Tenis stołowy                |
| Chrystyna Pohranyczna        | 13 maja 2003(dts)         | Gimnastyka artystyczna       |
| Marija Powch                 | 8 stycznia 1989(dts)      | Kajakarstwo klasyczne        |
| Jewhenija Prokofiewa         | 5 czerwca 1995(dts)       | Lekkoatletyka                |
| Natalija Pyrożenko-Czornomaz | 23 stycznia 1997(dts)     | Lekkoatletyka                |
| Anna Pyśmenśka               | 12 marca 1991(dts)        | Skoki do wody                |
| Kateryna Reznik              | 20 listopada 1995(dts)    | Pływanie synchroniczne       |
| Anna Ryżykowa                | 24 listopada 1989(dts)    | Lekkoatletyka                |
| Marija Sacharuk              | 14 października 1995(dts) | Lekkoatletyka                |
| Olha Saładucha               | 4 czerwca 1983(dts)       | Lekkoatletyka                |
| Anastasija Sawczuk           | 2 marca 1996(dts)         | Pływanie synchroniczne       |
| Natalija Semenowa            | 7 lipca 1982(dts)         | Lekkoatletyka                |
| Anita Serohina               | 16 stycznia 1990(dts)     | Karate                       |
| Lidija Siczenikowa           | 3 lutego 1993(dts)        | Łucznictwo                   |
| Ołena Starikowa              | 22 kwietnia 1996(dts)     | Kolarstwo torowe             |
| Natalija Strebkowa           | 6 marca 1995(dts)         | Lekkoatletyka                |
| Elina Switolina              | 12 września 1994(dts)     | Tenis ziemny                 |
| Ksenija Sydorenko            | 2 lipca 1986(dts)         | Pływanie synchroniczne       |
| Hanna Szewczuk               | 18 lipca 1996(dts)        | Lekkoatletyka                |
| Alina Szynkarenko            | 14 listopada 1998(dts)    | Pływanie synchroniczne       |
| Anżelika Terluha             | 27 marca 1992(dts)        | Karate                       |
| Wiktorija Tkaczuk            | 8 listopada 1994(dts)     | Lekkoatletyka                |
| Anastasija Todorowa          | 10 grudnia 1993(dts)      | Kajakarstwo klasyczne        |
| Anastasija Turczyn           | 3 stycznia 1995(dts)      | Judo                         |
| Marija Ulitina               | 5 listopada 1991(dts)     | Badminton                    |
| Wiktorija Us                 | 29 kwietnia 1993(dts)     | Kajakarstwo górskie          |
| Diana Warinśka               | 22 marca 2001(dts)        | Gimnastyka sportowa          |
| Anastasija Wozniak           | 9 grudnia 1998(dts)       | Gimnastyka artystyczna       |
| Marija Wysoczanśka           | 10 września 2002(dts)     | Gimnastyka artystyczna       |
| Daryna Zewina                | 1 września 1994(dts)      | Pływanie                     |

## Wyniki

### Badminton
| Zawodnik        | Konkurencja        | Faza grupowa                  | Faza grupowa               | Faza grupowa     | Pozycja | 1/8              | Ćwierćfinały     | Półfinały        | Finał            | Finał   | Źródło              |
| Zawodnik        | Konkurencja        | Przeciwnik Wynik              | Przeciwnik Wynik           | Przeciwnik Wynik | Pozycja | Przeciwnik Wynik | Przeciwnik Wynik | Przeciwnik Wynik | Przeciwnik Wynik | Pozycja | Źródło              |
| --------------- | ------------------ | ----------------------------- | -------------------------- | ---------------- | ------- | ---------------- | ---------------- | ---------------- | ---------------- | ------- | ------------------- |
| Artem Pocztaŕow | gra pojedyncza (m) | Lee Zii Jia 0-2 (5-21, 11-21) | Leverdez 0-2 (10-21, 8-21) | N\A              | 3.      | NQ               | NQ               | NQ               | NQ               | 15.     | [ 8 ] [ 9 ] [ 10 ]  |
| Marija Ulitina  | gra pojedyncza (k) | Zhang 0-2 (12-21, 7-21)       | Silva 2-0 (21-14, 22-20)   | N\A              | 2.      | NQ               | NQ               | NQ               | NQ               | 15.     | [ 8 ] [ 11 ] [ 12 ] |

### Boks
| Zawodnik           | Konkurencja               | 1/16             | 1/8              | Ćwierćfinał      | Półfinał         | Finał            | Finał   | Źródło |
| Zawodnik           | Konkurencja               | Przeciwnik Wynik | Przeciwnik Wynik | Przeciwnik Wynik | Przeciwnik Wynik | Przeciwnik Wynik | Miejsce | Źródło |
| ------------------ | ------------------------- | ---------------- | ---------------- | ---------------- | ---------------- | ---------------- | ------- | ------ |
| Mykoła Bucenko     | waga piórkowa mężczyzn    | Caicedo P 2-3    | NQ               | NQ               | NQ               | NQ               | 17.     | [ 13 ] |
| Jarosławv Chartsyz | waga lekka mężczyzn       | Chalabiyev P 0-5 | NQ               | NQ               | NQ               | NQ               | 17.     | [ 14 ] |
| Ołeksandr Chyžniak | waga średnia mężczyzn     | Bye              | Moriwaki W 5-0   | Cedeño W 4-1     | Marcial W 3-2    | Conceição P KO   | srebro  | [ 15 ] |
| Cotne Rohawa       | waga superciężka mężczyzn | Bye              | Clarke P 4-1     | NQ               | NQ               | NQ               | 8.      | [ 16 ] |
| Anna Łysenko       | waga półśrednia kobiet    | Bye              | Belahbib W 5-0   | Sürmeneli P 0-5  | NQ               | NQ               | 5.      | [ 17 ] |

### Gimnastyka
Mężczyźni
| Zawodnik        | Konkurencja        | Kwalifikacje | Kwalifikacje | Kwalifikacje | Kwalifikacje | Kwalifikacje | Kwalifikacje | Kwalifikacje | Finał    | Finał    | Finał    | Finał    | Finał    | Finał    | Finał   | Pozycja | Źródło |
| Zawodnik        | Konkurencja        | Przyrząd     | Przyrząd     | Przyrząd     | Przyrząd     | Przyrząd     | Przyrząd     | Razem        | Przyrząd | Przyrząd | Przyrząd | Przyrząd | Przyrząd | Przyrząd | Razem   | Pozycja | Źródło |
| Zawodnik        | Konkurencja        | F            | PH           | R            | V            | PB           | HB           | Razem        | F        | PH       | R        | V        | PB       | HB       | Razem   | Pozycja | Źródło |
| --------------- | ------------------ | ------------ | ------------ | ------------ | ------------ | ------------ | ------------ | ------------ | -------- | -------- | -------- | -------- | -------- | -------- | ------- | ------- | ------ |
| Illa Kowtun     | wielobój drużynowy | 12,866       | 13,666       | 12,833       | 13,816       | 14,700       | 13,700       | 81,581       | 13,800   | 14,200   | N/A      | N/A      | 13,233   | 14,433   | 55,666  | 8.      | [ 18 ] |
| Petro Pachniuk  | wielobój drużynowy | 13,566       | 12,866       | 13,466       | 14,100       | 15,333       | 13,400       | 82,731       | 13,466   | 12,266   | 12,533   | 13,233   | 15,200   | 13,466   | 80,164  | 8.      | [ 19 ] |
| Ihor Radiwiłow  | wielobój drużynowy | N/A          | N/A          | 14,466       | 14,616       | N/A          | N/A          | 29,082       | N/A      | N/A      | 14,633   | 14,600   | N/A      | N/A      | 29,233  | 8.      | [ 20 ] |
| Jewhen Judenkow | wielobój drużynowy | 13,900       | 12,966       | 13,266       | 13,500       | 14,266       | 12,533       | 80,431       | 13,966   | 13,533   | 13,700   | 13,666   | 13,800   | 12,666   | 81,331  | 8.      | [ 21 ] |
| Razem           | wielobój drużynowy | 40,332       | 39,498       | 41,198       | 42,532       | 44,299       | 39,633       | 247,492      | 41,232   | 39,999   | 40,866   | 41,499   | 42,233   | 40,565   | 246,394 | 8.      | [ 22 ] |

| Zawodnik        | Konkurencja                 | Kwalifikacje | Kwalifikacje | Kwalifikacje | Kwalifikacje | Kwalifikacje | Kwalifikacje | Kwalifikacje | Kwalifikacje | Finał    | Finał    | Finał    | Finał    | Finał    | Finał    | Finał  | Finał   | Źródło |
| Zawodnik        | Konkurencja                 | Przyrząd     | Przyrząd     | Przyrząd     | Przyrząd     | Przyrząd     | Przyrząd     | Razem        | Pozycja      | Przyrząd | Przyrząd | Przyrząd | Przyrząd | Przyrząd | Przyrząd | Razem  | Pozycja | Źródło |
| Zawodnik        | Konkurencja                 | F            | PH           | R            | V            | PB           | HB           | Razem        | Pozycja      | F        | PH       | R        | V        | PB       | HB       | Razem  | Pozycja | Źródło |
| --------------- | --------------------------- | ------------ | ------------ | ------------ | ------------ | ------------ | ------------ | ------------ | ------------ | -------- | -------- | -------- | -------- | -------- | -------- | ------ | ------- | ------ |
| Petro Pachniuk  | wielobój indywidualnie      | 13,566       | 12,866       | 13,466       | 14,100       | 15,333       | 13,400       | 82,731       | 24.          | 13,900   | 13,633   | 13,200   | 14,233   | 13,266   | 13,033   | 81,265 | 19.     | [ 19 ] |
| Illa Kowtun     | wielobój indywidualnie      | 12,866       | 13,666       | 12,833       | 13,816       | 14,700       | 13,700       | 81,581       | 34.          | 14,133   | 14,266   | 13,133   | 13,833   | 14,666   | 13,766   | 83,797 | 11.     | [ 18 ] |
| Jewhen Judenkow | wielobój indywidualnie      | 13,900       | 12,966       | 13,266       | 13,500       | 14,266       | 12,533       | 80,431       | 43.          | NQ       | NQ       | NQ       | NQ       | NQ       | NQ       | NQ     | NQ      | [ 21 ] |
| Jewhen Judenkow | ćwiczenia wolne             | 13,900       | N/A          | N/A          | N/A          | N/A          | N/A          | 13,900       | 28.          | NQ       | NQ       | NQ       | NQ       | NQ       | NQ       | NQ     | NQ      | [ 21 ] |
| Petro Pachniuk  | ćwiczenia wolne             | 13,566       | N/A          | N/A          | N/A          | N/A          | N/A          | 13,566       | 43.          | NQ       | NQ       | NQ       | NQ       | NQ       | NQ       | NQ     | NQ      | [ 19 ] |
| Illa Kowtun     | ćwiczenia wolne             | 12,866       | N/A          | N/A          | N/A          | N/A          | N/A          | 12,866       | 60.          | NQ       | NQ       | NQ       | NQ       | NQ       | NQ       | NQ     | NQ      | [ 18 ] |
| Petro Pachniuk  | ćwiczenia na poręczach      | N/A          | N/A          | N/A          | N/A          | 15,333       | N/A          | 15,333       | 8.           | N/A      | N/A      | N/A      | N/A      | 14,533   | N/A      | 14,533 | 7.      | [ 19 ] |
| Illa Kowtun     | ćwiczenia na poręczach      | N/A          | N/A          | N/A          | N/A          | 14,700       | N/A          | 14,700       | 28.          | NQ       | NQ       | NQ       | NQ       | NQ       | NQ       | NQ     | NQ      | [ 18 ] |
| Jewhen Judenkow | ćwiczenia na poręczach      | N/A          | N/A          | N/A          | N/A          | 14,266       | N/A          | 14,266       | 38.          | NQ       | NQ       | NQ       | NQ       | NQ       | NQ       | NQ     | NQ      | [ 21 ] |
| Illa Kowtun     | ćwiczenia na drążku         | N/A          | N/A          | N/A          | N/A          | N/A          | 13,700       | 13,700       | 27.          | NQ       | NQ       | NQ       | NQ       | NQ       | NQ       | NQ     | NQ      | [ 18 ] |
| Petro Pachniuk  | ćwiczenia na drążku         | N/A          | N/A          | N/A          | N/A          | N/A          | 13,400       | 13,400       | 31.          | NQ       | NQ       | NQ       | NQ       | NQ       | NQ       | NQ     | NQ      | [ 19 ] |
| Jewhen Judenkow | ćwiczenia na drążku         | N/A          | N/A          | N/A          | N/A          | N/A          | 12,533       | 12,533       | 60.          | NQ       | NQ       | NQ       | NQ       | NQ       | NQ       | NQ     | NQ      | [ 21 ] |
| Illa Kowtun     | ćwiczenia na koniu z łękami | N/A          | 13,666       | N/A          | N/A          | N/A          | N/A          | 13,666       | 31.          | NQ       | NQ       | NQ       | NQ       | NQ       | NQ       | NQ     | NQ      | [ 18 ] |
| Jewhen Judenkow | ćwiczenia na koniu z łękami | N/A          | 12,966       | N/A          | N/A          | N/A          | N/A          | 12,966       | 47.          | NQ       | NQ       | NQ       | NQ       | NQ       | NQ       | NQ     | NQ      | [ 21 ] |
| Petro Pachniuk  | ćwiczenia na koniu z łękami | N/A          | 12,866       | N/A          | N/A          | N/A          | N/A          | 12,866       | 53.          | NQ       | NQ       | NQ       | NQ       | NQ       | NQ       | NQ     | NQ      | [ 19 ] |
| Ihor Radiwiłow  | ćwiczenia na kółkach        | N/A          | N/A          | 14,466       | N/A          | N/A          | N/A          | 14,466       | 11.          | NQ       | NQ       | NQ       | NQ       | NQ       | NQ       | NQ     | NQ      | [ 20 ] |
| Petro Pachniuk  | ćwiczenia na kółkach        | N/A          | N/A          | 13,466       | N/A          | N/A          | N/A          | 13,466       | 40.          | NQ       | NQ       | NQ       | NQ       | NQ       | NQ       | NQ     | NQ      | [ 19 ] |
| Jewhen Judenkow | ćwiczenia na kółkach        | N/A          | N/A          | 13,266       | N/A          | N/A          | N/A          | 13,266       | 51.          | NQ       | NQ       | NQ       | NQ       | NQ       | NQ       | NQ     | NQ      | [ 21 ] |
| Illa Kowtun     | ćwiczenia na kółkach        | N/A          | N/A          | 12,833       | N/A          | N/A          | N/A          | 12,833       | 60.          | NQ       | NQ       | NQ       | NQ       | NQ       | NQ       | NQ     | NQ      | [ 18 ] |
| Ihor Radiwiłow  | skok                        | N/A          | N/A          | N/A          | 14,074       | N/A          | N/A          | 14,074       | 14.          | NQ       | NQ       | NQ       | NQ       | NQ       | NQ       | NQ     | NQ      | [ 20 ] |

Kobiety
| Zawodniczka    | Konkurencja             | Kwalifikacje | Kwalifikacje | Kwalifikacje | Kwalifikacje | Kwalifikacje | Kwalifikacje | Finał     | Finał     | Finał     | Finał     | Finał | Finał   | Źródło |
| Zawodniczka    | Konkurencja             | Przyrządy    | Przyrządy    | Przyrządy    | Przyrządy    | Razem        | Pozycja      | Przyrządy | Przyrządy | Przyrządy | Przyrządy | Razem | Pozycja | Źródło |
| Zawodniczka    | Konkurencja             | V            | UB           | BB           | F            | Razem        | Pozycja      | V         | UB        | BB        | F         | Razem | Pozycja | Źródło |
| -------------- | ----------------------- | ------------ | ------------ | ------------ | ------------ | ------------ | ------------ | --------- | --------- | --------- | --------- | ----- | ------- | ------ |
| Diana Warinska | wielobój indywidualnie  | 12,633       | 11,633       | 12,566       | 12,733       | 49,565       | 62.          | NQ        | NQ        | NQ        | NQ        | NQ    | NQ      | [ 23 ] |
| Diana Warinska | ćwiczenia na poręczach  | N/A          | 11,633       | N/A          | N/A          | 11,633       | 72.          | NQ        | NQ        | NQ        | NQ        | NQ    | NQ      | [ 23 ] |
| Diana Warinska | ćwiczenia na równoważni | N/A          | N/A          | 12,566       | N/A          | 12,566       | 49.          | NQ        | NQ        | NQ        | NQ        | NQ    | NQ      | [ 23 ] |
| Diana Warinska | ćwiczenia wolne         | N/A          | N/A          | N/A          | 12,733       | 12,733       | 43.          | NQ        | NQ        | NQ        | NQ        | NQ    | NQ      | [ 23 ] |

### Gimnastyka artystyczna
| Zawodniczka           | Konkurencja            | Eliminacje | Eliminacje | Eliminacje | Eliminacje | Eliminacje | Finał  | Finał  | Finał   | Finał   | Finał  | Pozycja | Źródło |
| Zawodniczka           | Konkurencja            | Obręcz     | Piłka      | Maczugi    | Skakanka   | Razem      | Obręcz | Piłka  | Maczugi | Wstążka | Razem  | Pozycja | Źródło |
| --------------------- | ---------------------- | ---------- | ---------- | ---------- | ---------- | ---------- | ------ | ------ | ------- | ------- | ------ | ------- | ------ |
| Wiktorija Onoprijenko | wielobój indywidualnie | 23,800     | 24,300     | 26,100     | 21,250     | 95,450     | 24,000 | 23,550 | 26,100  | 19,700  | 93,350 | 10.     | [ 24 ] |
| Chrystyna Pohranyczna | wielobój indywidualnie | 24,600     | 23,800     | 25,700     | 19,000     | 93,100     | 24,500 | 24,100 | 24,900  | 21,600  | 95,100 | 9.      | [ 25 ] |

| Zawodniczki                                                                          | Konkurencja      | Eliminacje | Eliminacje           | Eliminacje | Eliminacje | Finał   | Finał                | Finał  | Pozycja | Źródło |
| Zawodniczki                                                                          | Konkurencja      | 5 piłek    | 3 obręcze, 2 maczugi | Razem      | Pozycja    | 5 piłek | 3 obręcze, 2 maczugi | Razem  | Pozycja | Źródło |
| Zawodniczki                                                                          | Konkurencja      | Wynik      | Wynik                | Wynik      | Wynik      |         |                      |        | Pozycja | Źródło |
| ------------------------------------------------------------------------------------ | ---------------- | ---------- | -------------------- | ---------- | ---------- | ------- | -------------------- | ------ | ------- | ------ |
| Marioła Bodnarczuk Daryna Duda Jewa Mełeszczuk Anastasija Wozniak Marija Wysoczanśka | zawody drużynowe | 41,450     | 41,250               | 82,700     | 6.         | 40,350  | 37,250               | 77,600 | 7.      | [ 26 ] |

### Skoki na trampolinie
| Zawodnik         | Konkurencja | Eliminacje        | Eliminacje    | Eliminacje | Eliminacje | Eliminacje | Finał    | Finał     | Finał  | Finał  | Finał   | Finał   | Źródło |
| Zawodnik         | Konkurencja | Układ obowiązkowy | Układ dowolny | Kara       | Razem      | Pozycja    | Trudność | Wykonanie | Lot    | Kara   | Łącznie | Pozycja | Źródło |
| Zawodnik         | Konkurencja | Punkty            | Punkty        | Punkty     | Punkty     | Pozycja    | Punkty   | Punkty    | Punkty | Punkty | Punkty  | Pozycja | Źródło |
| ---------------- | ----------- | ----------------- | ------------- | ---------- | ---------- | ---------- | -------- | --------- | ------ | ------ | ------- | ------- | ------ |
| Mikoła Prostorow | mężczyźni   | 51,385            | 41,185        |            | 92,570     | 12.        | NQ       | NQ        | NQ     | NQ     | NQ      | NQ      | [ 27 ] |

### Jeździectwo
Ujeżdżenie
| Zawodnik         | Koń                      | Konkurencja | Grand Prix | Grand Prix | Grand Prix Special | Grand Prix Special | Finał | Finał | Źródło               |
| Zawodnik         | Koń                      | Konkurencja | Wynik      | Poz.       | Wynik              | Poz.               | Wynik | Poz.  | Źródło               |
| ---------------- | ------------------------ | ----------- | ---------- | ---------- | ------------------ | ------------------ | ----- | ----- | -------------------- |
| Inna Łohutenkowa | Ujeżdżenie indywidualnie | Fleraro     | 66,188     | 47.        | NQ                 | NQ                 | NQ    | NQ    | [ 28 ] [ 29 ] [ 30 ] |

Skoki przez przeszkody
| Zawodnik         | Konkurencja   | Koń          | Kwalifikacje | Kwalifikacje | Kwalifikacje | Kwalifikacje | Finał      | Finał       | Finał   | Pozycja | Źródło        |
| Zawodnik         | Konkurencja   | Koń          | Kary         | Kary         | Łącznie      | Pozycja      | Kary       | Kary        | Łącznie | Pozycja | Źródło        |
| Zawodnik         | Konkurencja   | Koń          | Przeszkody   | Limit czasu  | Łącznie      | Pozycja      | Przeszkody | Limit czasu | Łącznie | Pozycja | Źródło        |
| ---------------- | ------------- | ------------ | ------------ | ------------ | ------------ | ------------ | ---------- | ----------- | ------- | ------- | ------------- |
| Ołeksandr Prodan | indywidualnie | Casanova F Z | 12           | 1            | 13           | 57.          | NQ         | NQ          | NQ      | NQ      | [ 31 ] [ 32 ] |

### Judo
| Zawodnik            | Konkurencja | 1/16                | 1/8                 | Ćwierćfinał         | Półfinał            | Repasaże            | Finał / 3.miejsce     | Finał / 3.miejsce | Źródła |
| Zawodnik            | Konkurencja | Przeciwniczka Wynik | Przeciwniczka Wynik | Przeciwniczka Wynik | Przeciwniczka Wynik | Przeciwniczka Wynik | Przeciwniczka Wynik   | Pozycja           | Źródła |
| ------------------- | ----------- | ------------------- | ------------------- | ------------------- | ------------------- | ------------------- | --------------------- | ----------------- | ------ |
| Artem Łesiuk        | -60 kg (m)  | José Ramos W 10-00  | Lutfillaev W 01-00  | Mkheidze P 00-10    | NQ                  | Tsjakadoea P 00-10  | NQ                    | 7.                | [ 33 ] |
| Heorhij Zantaraja   | -66 kg (m)  | Gaitero W 10-00     | Gomboc P 00-01      | NQ                  | NQ                  | NQ                  | NQ                    | 9.                | [ 34 ] |
| Quedjau Nhabali     | -90 kg (m)  | Florentino W 01-00  | Bobonov P 00-10     | NQ                  | NQ                  | NQ                  | NQ                    | 9.                | [ 35 ] |
| Jakiw Chammo        | +100 kg (m) | N/A                 | Simionescu W 01-00  | Harasawa P 00-10    | NQ                  | Oltiboyev P 000-101 | Baszajew P 000-101    | 5.                | [ 36 ] |
| Darja Biłodid       | -48 kg (k)  | N/A                 | Nikolić W 01-00     | Costa W 10-00       | Tonaki P 00-01      | N/A                 | Shira Rishony W 10-00 | brąz              | [ 37 ] |
| Anastasija Turczyn  | -78 kg (k)  | Chalá W 10-00       | Steenhuis P 00-01   | NQ                  | NQ                  | NQ                  | NQ                    | 9.                | [ 38 ] |
| Jełyzaweta Kałanina | +78 kg (k)  | Asselah W 10-00     | Sayıt P 00-10       | NQ                  | NQ                  | NQ                  | NQ                    | 9.                | [ 39 ] |

### Kajakarstwo
| Zawodnik                                                                     | Konkurencja    | Eliminacje | Eliminacje | Ćwierćfinały | Ćwierćfinały | Półfinały | Półfinały | Finał A/B | Finał A/B  | Pozycja | Źródło |
| Zawodnik                                                                     | Konkurencja    | Czas       | Pozycja    | Czas         | Pozycja      | Czas      | Pozycja   | Czas      | Pozycja    | Pozycja | Źródło |
| ---------------------------------------------------------------------------- | -------------- | ---------- | ---------- | ------------ | ------------ | --------- | --------- | --------- | ---------- | ------- | ------ |
| Pawło Ałtuchow                                                               | C-1 1000 m (m) | 4:15,508   | 4.         | 4:06,018     | 2.           | 4:05,857  | 5.        | 4:04,098  | 4. Finał B | 12.     | [ 40 ] |
| Jurij Wandiuk                                                                | C-1 1000 m (m) | 4:11,346   | 4.         | 4:08,719     | 2.           | 4:20,098  | 8.        | 4:10,910  | 8. Finał B | 16.     | [ 40 ] |
| Pawło Ałtuchow Dmytro Janczuk                                                | C-2 1000 m (m) | 4:06,089   | 6.         | 3:49,356     | 1.           | 3:28,775  | 5.        | 3:33,330  | 5. Finał B | 13.     | [ 40 ] |
| Marija Kiczasowa-Skoryk                                                      | K-1 200 m (k)  | 44,564     | 4.         | 44,247       | 6.           | NQ        | NQ        | NQ        | NQ         | NQ      | [ 40 ] |
| Julija Jurijczuk                                                             | K-1 200 m (k)  | 43,760     | 5.         | 43,871       | 5.           | NQ        | NQ        | NQ        | NQ         | NQ      | [ 40 ] |
| Julija Jurijczuk                                                             | K-1 500 m (k)  | 1:57,532   | 5.         | 1:58,657     | 3.           | 2:03,303  | 8.        | NQ        | NQ         | NQ      | [ 40 ] |
| Marija Powch                                                                 | K-1 500 m (k)  | 1:50,489   | 4.         | 1:50,769     | 2.           | 1:53,659  | 4.        | 1:56,429  | 7. Finał B | 15.     | [ 40 ] |
| Ludmyła Kuklinowśka Anastasija Todorowa                                      | K-2 500 m (k)  | 1:50,733   | 4.         | 1:53,184     | 6.           | NQ        | NQ        | NQ        | NQ         | NQ      | [ 40 ] |
| Marija Kiczasowa-Skoryk Ludmyła Kuklinowśka Anastasija Todorowa Maríja Powch | K-4 500 m (k)  | 1:39,224   | 6.         | 1:36,948     | 3.           | 1:38,489  | 5.        | 1:39,276  | 2. Finał A | 10.     | [ 40 ] |
| Ludmyła Łuzan                                                                | C-1 200 m (k)  | 45,571     | 1.         | N/A          | N/A          | 47,339    | 1.        | 47,034    | 3. Finał A | brąz    | [ 40 ] |
| Anastasija Czetwerikowa                                                      | C-1 200 m (k)  | 47,472     | 4.         | 46,509       | 3.           | NQ        | NQ        | NQ        | NQ         | NQ      | [ 40 ] |
| Ludmyła Łuzan Anastasija Czetwerikowa                                        | C-2 500 m (k)  | 2:01,156   | 1.         | N/A          | N/A          | 2:02,893  | 1.        | 1:57,499  | 2. Finał A | srebro  | [ 40 ] |

### Kajakarstwo górskie
| Zawodnik     | Konkurencja | Eliminacje | Eliminacje | Eliminacje | Eliminacje | Eliminacje | Eliminacje | Półfinały | Półfinały | Finał  | Finał   | Pozycja | Źródło |
| Zawodnik     | Konkurencja | P 1        | M.         | P 2        | M.         | Razem      | M.         | Czas      | Miejsce   | Czas   | Miejsce | Pozycja | Źródło |
| ------------ | ----------- | ---------- | ---------- | ---------- | ---------- | ---------- | ---------- | --------- | --------- | ------ | ------- | ------- | ------ |
| Wiktorija Us | K-1 (k)     | 120,09     | 17.        | 113,99     | 16.        | 113,99     | 17.        | 111,53    | 9.        | 111,85 | 8.      | 8.      | [ 41 ] |
| Wiktorija Us | C-1 (k)     | 123,97     | 14.        | 119,05     | 13.        | 119,05     | 15.        | 122,12    | 9.        | 124,85 | 7.      | 7.      | [ 41 ] |

### Karate
| Zawodnik          | Konkurencja       | Faza grupowa     | Faza grupowa     | Faza grupowa     | Faza grupowa     | Faza grupowa | Półfinały        | Finał            | Finał   | Źródło                                           |
| Zawodnik          | Konkurencja       | Przeciwnik Wynik | Przeciwnik Wynik | Przeciwnik Wynik | Przeciwnik Wynik | Pozycja      | Przeciwnik Wynik | Przeciwnik Wynik | Pozycja | Źródło                                           |
| ----------------- | ----------------- | ---------------- | ---------------- | ---------------- | ---------------- | ------------ | ---------------- | ---------------- | ------- | ------------------------------------------------ |
| Stanisław Horuna  | do 75 kg mężczyzn | Nishimura 2:1    | Scott 2:1        | Hárspataki 0:0   | Abdelaziz 1:4    | 2.           | Busà 0:3         | NQ               | .       | [ 42 ] [ 43 ] [ 44 ] [ 45 ] [ 46 ] [ 47 ]        |
| Anżelika Terliuga | do 55 kg kobiet   | Sayed 1:0        | Zhangbyrbay 4:4  | Plank 0:0        | Miyahara 4:0     | .            | Wen Tzu-yun 4:4  | Goranowa 1:      | srebro  | [ 48 ] [ 49 ] [ 50 ] [ 51 ] [ 52 ] [ 53 ] [ 54 ] |
| Anita Serohina    | do 61 kg kobiet   | Grande 6:1       | Sadini 1:1       | Farouk 1:2       | Preković 4:6     | 3.           | NQ               | NQ               | 5.      | [ 55 ] [ 56 ] [ 57 ] [ 58 ] [ 59 ]               |

### Kolarstwo

#### Kolarstwo szosowe
| Zawodnik           | Konkurencja                    | Czas    | Pozycja | Źródło |
| ------------------ | ------------------------------ | ------- | ------- | ------ |
| Anatolij Budiak    | wyścig ze startu wspólnego (m) | 6:16:53 | 56.     | [ 60 ] |
| Wałeryja Kononenko | wyścig ze startu wspólnego (k) | DNF     | DNF     | [ 61 ] |

#### Kolarstwo torowe
Sprint
| Zawodnik                     | Konkurencja       | Kwalifikacje  | Kwalifikacje    | Runda 1             | Repasaże 1 Runda          | Runda 2         | Repasaże 2 Runda | Runda 3             | Repasaże 3 Runda             | Ćwierćfinały    | Półfinały       | Finał           | Finał   | Źródło |
| Zawodnik                     | Konkurencja       | Czas Prędkość | Przeciwnik Czas | Pozycja             | Przeciwnik Czas           | Przeciwnik Czas | Przeciwnik Czas  | Przeciwnik Czas     | Przeciwnik Czas              | Przeciwnik Czas | Przeciwnik Czas | Przeciwnik Czas | Pozycja | Źródło |
| ---------------------------- | ----------------- | ------------- | --------------- | ------------------- | ------------------------- | --------------- | ---------------- | ------------------- | ---------------------------- | --------------- | --------------- | --------------- | ------- | ------ |
| Ołena Starikowa              | indywidualnie (k) | 10,461 68,827 | 6.              | Yuli Verdugo 10,870 | N/A                       | Andrews 10,900  | N/A              | Braspennincx 10,934 | Andrews Zhong Tianshi 11,074 | Friedrich 2-1   | Lee Wai Sze 2-0 | Mitchell 0-2    | srebro  | [ 62 ] |
| Lubow Bysowa                 | indywidualnie (k) | 10,981 65,568 | 23.             | Mitchell 11,640     | Bao Shanju Gaxiola 11,615 | NQ              | NQ               | NQ                  | NQ                           | NQ              | NQ              | NQ              | 23.     | [ 62 ] |
| Ołena Starikowa Lubow Bysowa | drużynowo (k)     | 33,542        | 8.              | N/A                 | N/A                       | N/A             | N/A              | N/A                 | N/A                          | N/A             | Niemcy · 33,285 | Polska · 33,691 | 8.      | [ 62 ] |

Keirin
| Zawodnik        | Konkurencja | Runda 1 | Repesaż | Ćwierćfinał | Półfinał | Finał   | Pozycja | Źródło |
| Zawodnik        | Konkurencja | Miejsce | Miejsce | Miejsce     | Miejsce  | Miejsce | Pozycja | Źródło |
| --------------- | ----------- | ------- | ------- | ----------- | -------- | ------- | ------- | ------ |
| Ołena Starikowa | kobiety     | 1.      | N/A     | 2.          | 1.       | 4.      | 4.      | [ 62 ] |
| Lubow Bysowa    | kobiety     | 6.      | 2.      | 4.          | 3.       | 6.      | 6.      | [ 62 ] |

#### Kolarstwo górskie
| Zawodnik       | Konkurencja       | Czas    | Pozycja | Źródło |
| -------------- | ----------------- | ------- | ------- | ------ |
| Jana Bełomoina | cross-country (k) | 1:19:40 | 8.      | [ 63 ] |

### Lekkoatletyka
Konkurencje biegowe
| Zawodnik                                                               | Konkurencja                 | Eliminacje | Eliminacje | Półfinał | Półfinał | Finał   | Finał   | Źródło |
| Zawodnik                                                               | Konkurencja                 | Wynik      | Miejsce    | Wynik    | Miejsce  | Wynik   | Miejsce | Źródło |
| ---------------------------------------------------------------------- | --------------------------- | ---------- | ---------- | -------- | -------- | ------- | ------- | ------ |
| Serhij Smełyk                                                          | 200 m (m)                   | 20,53      | 4.         | NQ       | NQ       | NQ      | NQ      | [ 64 ] |
| Bohdan-Iwan Horodyski                                                  | maraton (m)                 | N/A        | N/A        | N/A      | N/A      | DNF     | DNF     | [ 65 ] |
| Mykoła Nyżnyk                                                          | maraton (m)                 | N/A        | N/A        | N/A      | N/A      | DNF     | DNF     | [ 65 ] |
| Ołeksandr Sitkowski                                                    | maraton (m)                 | N/A        | N/A        | N/A      | N/A      | DNF     | DNF     | [ 65 ] |
| Iwan Łosew                                                             | chód na 20 km (m)           | N/A        | N/A        | N/A      | N/A      | 1:33:26 | 49.     | [ 66 ] |
| Eduard Zabużenko                                                       | chód na 20 km (m)           | N/A        | N/A        | N/A      | N/A      | 1:39:38 | 52.     | [ 66 ] |
| Marjan Zakalnycki                                                      | chód na 50 km (m)           | N/A        | N/A        | N/A      | N/A      | 4:02:53 | 25.     | [ 67 ] |
| Wałerij Litaniuk                                                       | chód na 50 km (m)           | N/A        | N/A        | N/A      | N/A      | 4:14:05 | 39.     |        |
| Iwan Banzeruk                                                          | chód na 50 km (m)           | N/A        | N/A        | N/A      | N/A      | DNF     | DNF     |        |
| Tetiana Melnyk                                                         | 400 m (k)                   | 54,99      | 8.         | NQ       | NQ       | NQ      | NQ      | [ 68 ] |
| Wiktorija Tkaczuk                                                      | 400 m przez płotki(k)       | 54,80      | 1.         | 54,25    | 3.       | 53,79   | 6.      | [ 69 ] |
| Anna Ryżykowa                                                          | 400 m przez płotki(k)       | 54,66      | 1.         | 54,23    | 3.       | 53,48   | 5.      | [ 69 ] |
| Mariya Mykolenko                                                       | 400 m przez płotki(k)       | 57,86      | 6.         | NQ       | NQ       | NQ      | NQ      | [ 69 ] |
| Natalija Strebkowa                                                     | 3000 m z przeszkodami (k)   | 9:49,15    | 11.        | N/A      | N/A      | NQ      | NQ      | [ 70 ] |
| Jewhenija Prokofewa                                                    | maraton (k)                 | N/A        | N/A        | N/A      | N/A      | 2:36:47 | 42.     | [ 71 ] |
| Wiktorija Kałużna                                                      | maraton (k)                 | N/A        | N/A        | N/A      | N/A      | DNF     | DNF     | [ 71 ] |
| Daria Mychajłowa                                                       | maraton (k)                 | N/A        | N/A        | N/A      | N/A      | DNF     | DNF     | [ 71 ] |
| Marija Sacharuk                                                        | chód na 20 km (k)           | N/A        | N/A        | N/A      | N/A      | 1:34:04 | 19.     | [ 72 ] |
| Hanna Szewczuk                                                         | chód na 20 km (k)           | N/A        | N/A        | N/A      | N/A      | 1:36:27 | 27.     | [ 72 ] |
| Ludmyła Olanowśka                                                      | chód na 20 km (k)           | N/A        | N/A        | N/A      | N/A      | 1:40:20 | 43.     | [ 72 ] |
| Kateryna Kłymyuk Alina Łohwynenko Wiktorija Tkaczuk Anna Ryżykowa      | sztafeta 4 × 400 m (k)      | 3:24,50    | 9.         | N/A      | N/A      | NQ      | NQ      | [ 73 ] |
| Mykyta Barabanow Kateryna Kłymiuk Alina Łohwynenko Ołeksandr Pohoriłko | sztafeta mieszana 4 × 400 m | 3:14,21    | 13.        | N/A      | N/A      | NQ      | NQ      | [ 74 ] |

Konkurencje techniczne
| Zawodnik                 | Konkurencja        | Kwalifikacje | Kwalifikacje | Finał | Finał   | Źródło |
| Zawodnik                 | Konkurencja        | Wynik        | Miejsce      | Wynik | Miejsce | Źródło |
| ------------------------ | ------------------ | ------------ | ------------ | ----- | ------- | ------ |
| Mykyta Nesterenko        | rzut dyskiem (m)   | 60,95        | 20.          | NQ    | NQ      | [ 75 ] |
| Ihor Musiyenko           | pchnięcie kulą (m) | 19,56        | 30.          | NQ    | NQ      | [ 76 ] |
| Władysław Mazur          | skok w dal (m)     | 7,60         | 27.          | NQ    | NQ      | [ 77 ] |
| Mychajło Kochan          | rzut młotem (m)    | 78,36        | 5.           | 80,39 | 4.      | [ 78 ] |
| Hlib Piskunow            | rzut młotem (m)    | 73,84        | 20.          | NQ    | NQ      | [ 78 ] |
| Andrij Procenko          | skok wzwyż (m)     | 2,25         | 14.          | NQ    | NQ      | [ 79 ] |
| Jarosława Mahuczich      | skok wzwyż (k)     | 1,95         | 1.           | 2,00  | brąz    | [ 80 ] |
| Iryna Heraszczenko       | skok wzwyż (k)     | 1,95         | 11,          | 1,98  | 4.      | [ 80 ] |
| Julija Łewczenko         | skok wzwyż (k)     | 1,95         | 11.          | 1,96  | 1,96    | [ 80 ] |
| Iryna Kłymeć             | rzut młotem (k)    | 68,29        | 21.          | NQ    | NQ      | [ 81 ] |
| Iryna Nowożyłowa         | rzut młotem (k)    | 59,85        | 30.          | NQ    | NQ      | [ 81 ] |
| Olha Hołodna             | pchnięcie kulą (k) | 17,15        | 26.          | NQ    | NQ      | [ 82 ] |
| Maryna Kyłypko           | skok o tyczce (k)  | 4,55         | 15.          | 4,50  | 5.      | [ 83 ] |
| Jana Hładijczuk          | skok o tyczce (k)  | 4,40         | 21.          | NQ    | NQ      | [ 83 ] |
| Natalija Fokina-Semenowa | rzut dyskiem (k)   | 54,28        | 31.          | NQ    | NQ      | [ 84 ] |
| Maryna Bech-Romanczuk    | skok w dal (k)     | 6,71         | 10.          | 6,88  | 5.      | [ 85 ] |
| Olha Saładucha           | trójskok (k)       | 13,91        | 20.          | NQ    | NQ      | [ 86 ] |

### Łucznictwo
| Zawodnik                                                  | Konkurencja       | Runda rankingowa | Runda rankingowa | 1/32                   | 1/16                  | 1/8                                 | Ćwierćfinały     | Półfinały        | Finał            | Finał   | Źródło               |
| Zawodnik                                                  | Konkurencja       | Wynik            | Miejsce          | Przeciwnik Wynik       | Przeciwnik Wynik      | Przeciwnik Wynik                    | Przeciwnik Wynik | Przeciwnik Wynik | Przeciwnik Wynik | Pozycja | Źródło               |
| --------------------------------------------------------- | ----------------- | ---------------- | ---------------- | ---------------------- | --------------------- | ----------------------------------- | ---------------- | ---------------- | ---------------- | ------- | -------------------- |
| Ołeksij Hunbin                                            | indywidualnie (m) | 656              | 28.              | Rai P 4-6              | NQ                    | NQ                                  | NQ               | NQ               | NQ               | 33.     | [ 87 ] [ 88 ] [ 89 ] |
| Weronika Marczenko                                        | indywidualnie (k) | 635              | 10.              | Lei Chien-ying W 6-4   | Kang Chae-young P 1-7 | NQ                                  | NQ               | NQ               | NQ               | 17.     | [ 90 ] [ 91 ] [ 92 ] |
| Anastasija Pawłowa                                        | indywidualnie (k) | 631              | 41.              | Mucino-Fernandez P 4-6 | NQ                    | NQ                                  | NQ               | NQ               | NQ               | 33.     | [ 90 ] [ 91 ] [ 92 ] |
| Lidija Siczennikowa                                       | indywidualnie (k) | 623              | 54.              | Kroppen P 0-6          | NQ                    | NQ                                  | NQ               | NQ               | NQ               | 33.     | [ 90 ] [ 91 ] [ 92 ] |
| Weronika Marczenko Anastasija Pawłowa Lidija Siczennikowa | drużynowo (k)     | 1889             | 11.              | N/A                    | N/A                   | Rosyjski Komitet Olimpijski · P 2-6 | NQ               | NQ               | NQ               | 9.      | [ 93 ] [ 94 ]        |
| Weronika Marczenko Ołeksij Hunbin                         | mikst             | 1291             | 18.              | N/A                    | N/A                   | NQ                                  | NQ               | NQ               | NQ               | 18.     | [ 95 ] [ 96 ]        |

### Pięciobój nowoczesny
| Zawodnik           | Konkurencja | Szermierka      | Szermierka | Szermierka | Pływanie | Pływanie | Pływanie | Jazda konna | Jazda konna | Kombinacja: strzelanie/bieg przełajowy | Kombinacja: strzelanie/bieg przełajowy | Kombinacja: strzelanie/bieg przełajowy | Suma punktów | Pozycja | Źródło |
| Zawodnik           | Konkurencja | Wynik (wygrane) | M.         | Punkty     | Czas     | M.       | Punkty   | M.          | Punkty      | Czas                                   | M.                                     | Punkty                                 | Suma punktów | Pozycja | Źródło |
| ------------------ | ----------- | --------------- | ---------- | ---------- | -------- | -------- | -------- | ----------- | ----------- | -------------------------------------- | -------------------------------------- | -------------------------------------- | ------------ | ------- | ------ |
| Pawło Tymoszczenko | mężczyźni   | 22              | 8.         | 233        | 2:0,84   | 30.      | 297      | 7.          | 293         | 11:36,57                               | 25.                                    | 604                                    | 1427         | 15.     | [ 97 ] |

### Pływanie
| Zawodnik            | Konkurencja           | Eliminacje | Eliminacje | Półfinał | Półfinał | Finał     | Finał   | Źródło                  |
| Zawodnik            | Konkurencja           | Czas       | Miejsce    | Czas     | Miejsce  | Czas      | Miejsce | Źródło                  |
| ------------------- | --------------------- | ---------- | ---------- | -------- | -------- | --------- | ------- | ----------------------- |
| Władysław Buchow    | 50 m dowolnym (m)     | 21,73      | 5.         | 21,83    | '11.     | NQ        | NQ      | [ 98 ] [ 99 ] [ 100 ]   |
| Serhij Szewcow      | 100 m dowolnym (m)    | 49,55      | 35.        | NQ       | NQ       | NQ        | NQ      | [ 101 ] [ 102 ] [ 103 ] |
| Mychajło Romanczuk  | 800 m dowolnym (m)    | 7:41,28    | 1.         | N/A      | N/A      | 7:42,33   | brąz    | [ 104 ] [ 105 ]         |
| Serhij Frołow       | 800 m dowolnym (m)    | 7:47,67    | 7.         | N/A      | N/A      | 7:45,11   | 6.      | [ 104 ] [ 105 ]         |
| Mychajło Romanczuk  | 1500 m dowolnym (m)   | 14:45,99   | 1.         | N/A      | N/A      | 14:40,66  | srebro  | [ 106 ] [ 107 ]         |
| Serhij Frołow       | 1500 m dowolnym (m)   | 14:51,83   | 6.         | N/A      | N/A      | 15:04,26  | 8.      | [ 106 ] [ 107 ]         |
| Ihor Trojanowski    | 100 m motylkowym (m)  | DNS        | DNS        | NQ       | NQ       | NQ        | NQ      | [ 108 ] [ 109 ] [ 110 ] |
| Ihor Trojanowski    | 200 m motylkowym (m)  | 1:58,37    | 29.        | NQ       | NQ       | NQ        | NQ      | [ 111 ] [ 112 ] [ 113 ] |
| Denys Kesil         | 200 m motylkowym (m)  | 1:56,37    | 21.        | NQ       | NQ       | NQ        | NQ      | [ 111 ] [ 112 ] [ 113 ] |
| Daryna Zewina       | 100 m grzbietowym (k) | 1:01,97    | 30.        | NQ       | NQ       | NQ        | NQ      | [ 114 ] [ 115 ] [ 116 ] |
| Daryna Zewina       | 200 m grzbietowym (k) | 2:12,30    | 19.        | NQ       | NQ       | NQ        | NQ      | [ 117 ] [ 118 ] [ 119 ] |
| Krystyna Pancziszko | 10 km (k)             | N/A        | N/A        | N/A      | N/A      | 2:07:35,1 | 22.     | [ 120 ]                 |

### Pływanie synchroniczne
| Zawodnik | Konkurencja | Eliminacje       | Eliminacje    | Eliminacje | Eliminacje | Finał            | Finał         | Finał    | Finał   | Źródło                  |
| Zawodnik | Konkurencja | Runda techniczna | Runda dowolna | Razem      | Miejsce    | Runda techniczna | Runda dowolna | Razem    | Miejsce | Źródło                  |
| Zawodnik | Konkurencja | Punkty           | Punkty        | Punkty     | Miejsce    | Punkty           | Punkty        | Punkty   | Miejsce | Źródło                  |
| Marta Fiedina Anastasija Sawczuk | Duety       | 94,2333          | 93,8620       | 188,7953   | 3.         | 93,8620          | 95,6000       | 189,4620 | brąz    | [ 121 ] [ 122 ] [ 123 ] |
| Maryna Aleksiwa Władysława Aleksiwa Marta Fiedina Kateryna Reznik Anastasija Sawczuk Alina Szynkarenko Ksenija Sydorenko Jelizawieta Jachno | Drużyny     | N/A              | N/A           | N/A        | N/A        | 94,2865          | 96,0333       | 190,3018 | brąz    | [ 124 ] [ 125 ]         |

### Podnoszenie ciężarów
| Zawodnik       | Konkurencja   | Rwanie | Rwanie  | Podrzut | Podrzut | Razem  | Pozycja | Źródło  |
| Zawodnik       | Konkurencja   | Wynik  | Pozycja | Wynik   | Pozycja | Razem  | Pozycja | Źródło  |
| -------------- | ------------- | ------ | ------- | ------- | ------- | ------ | ------- | ------- |
| Kamila Konotop | -55 kg kobiet | 94 kg  | 4.      | 112 kg  | 7.      | 206 kg | 5.      | [ 126 ] |
| Iryna Decha    | -76 kg kobiet | 113 kg | 2.      | DNF     | DNF     | DNF    | DNF     | [ 126 ] |

### Skoki do wody
| Zawodnik                   | Konkurencja                      | Preeliminacje | Preeliminacje | Półfinał | Półfinał | Finał  | Finał   | Źródło                  |
| Zawodnik                   | Konkurencja                      | Punkty        | Miejsce       | Punkty   | Miejsce  | Punkty | Miejsce | Źródło                  |
| -------------------------- | -------------------------------- | ------------- | ------------- | -------- | -------- | ------ | ------- | ----------------------- |
| Ołeh Kołodij               | trampolina 3 m indywidualnie (m) | 351,25        | 22.           | NQ       | NQ       | NQ     | NQ      | [ 127 ] [ 128 ] [ 129 ] |
| Oleksij Sereda             | wieża 10 m indywidualnie (m)     | 435,90        | 6.            | 416,05   | 7.       | 461,70 | 6.      | [ 130 ] [ 131 ] [ 132 ] |
| Ołeh Serbin Oleksij Sereda | wieża 10 m synchronicznie (m)    | N/A           | N/A           | N/A      | N/A      | 400,44 | 6.      | [ 133 ]                 |
| Wiktorija Kesar            | trampolina 3 m indywidualnie (k) | 238,20        | 23.           | NQ       | NQ       | NQ     | NQ      | [ 134 ] [ 135 ] [ 136 ] |
| Hanna Pyśmenśka            | trampolina 3 m indywidualnie (k) | 232,30        | 24.           | NQ       | NQ       | NQ     | NQ      | [ 134 ] [ 135 ] [ 136 ] |
| Sofija Łyskun              | wieża 10 m indywidualnie (k)     | 216,55        | 29.           | NQ       | NQ       | NQ     | NQ      | [ 137 ] [ 138 ] [ 139 ] |

### Strzelectwo
| Zawodnik                      | Konkurencja                         | Kwalifikacje | Kwalifikacje | Kwalifikacje | Kwalifikacje | Finał | Finał   | Źródło                          |
| Zawodnik                      | Konkurencja                         | Wynik        | Pozycja      | Wynik        | Pozycja      | Wynik | Pozycja | Źródło                          |
| ----------------------------- | ----------------------------------- | ------------ | ------------ | ------------ | ------------ | ----- | ------- | ------------------------------- |
| Serhij Kulisz                 | karabin pneumatyczny (m)            | 623,5        | 29.          | N/A          | N/A          | NQ    | NQ      | [ 140 ] [ 141 ]                 |
| Ołeh Carkow                   | karabin pneumatyczny (m)            | 621,0        | 40.          | N/A          | N/A          | NQ    | NQ      | [ 140 ] [ 141 ]                 |
| Serhij Kulisz                 | karabin małokalibrowy 3 postawy (m) | 1178-60x     | 6.           | N/A          | N/A          | 402,2 | 8.      | [ 142 ] [ 143 ]                 |
| Ołeh Carkow                   | karabin małokalibrowy 3 postawy (m) | 1166-51x     | 22.          | N/A          | N/A          | NQ    | NQ      | [ 142 ] [ 143 ]                 |
| Pawło Korostyłow              | pistolet pneumatyczny (m)           | 581,15x      | 4.           | N/A          | N/A          | 198,9 | 4.      | [ 144 ] [ 145 ]                 |
| Ołeh Omelczuk                 | pistolet pneumatyczny (m)           | 575-14x      | 18.          | N/A          | N/A          | NQ    | NQ      | [ 144 ] [ 145 ]                 |
| Pawło Korostyłow              | pistolet szybkostrzelny (m)         | 580-17x      | 9.           | N/A          | N/A          | NQ    | NQ      | [ 146 ] [ 147 ]                 |
| Ołena Kostewycz               | pistolet pneumatyczny (k)           | 577-15x      | 7.           | N/A          | N/A          | 197,6 | 4.      | [ 148 ] [ 149 ]                 |
| Ołena Kostewycz               | pistolet sportowy (k)               | 579-15x      | 23.          | N/A          | N/A          | NQ    | NQ      | [ 150 ]                         |
| Ołena Kostewycz Ołeh Omelczuk | pistolet pneumatyczny (mikst)       | 580-20x      | 4.           | 386-13x      | 3.           | 16    | brąz    | [ 151 ] [ 152 ] [ 153 ] [ 154 ] |
| Iryna Malowiczko              | skeet (k)                           | 119          | 8.           | N/A          | N/A          | NQ    | NQ      | [ 155 ] [ 156 ]                 |

### Szermierka
| Zawodnik                                                   | Konkurencja              | 1/32             | 1/16                 | 1/8              | Ćwierćfinały     | Półfinały        | Finał/o 3. miejsce | Finał/o 3. miejsce | Źródło  |
| Zawodnik                                                   | Konkurencja              | Przeciwnik Wynik | Przeciwnik Wynik     | Przeciwnik Wynik | Przeciwnik Wynik | Przeciwnik Wynik | Przeciwnik Wynik   | Pozycja            | Źródło  |
| ---------------------------------------------------------- | ------------------------ | ---------------- | -------------------- | ---------------- | ---------------- | ---------------- | ------------------ | ------------------ | ------- |
| Ihor Rejzlin                                               | szpada indywidualnie (m) | Bye              | Steffen W 15-11      | Heinzer W 15-12  | El-Sayed W 15-13 | Cannone P 10-15  | Santarelli W 15-12 | brąz               | [ 157 ] |
| Roman Swiczkar                                             | szpada indywidualnie (m) | Bye              | Heinzer P 11-15      | NQ               | NQ               | NQ               | NQ                 | 22.                | [ 157 ] |
| Bohdan Nikiszyn                                            | szpada indywidualnie (m) | Bye              | Lan Minghao P 12-13  | NQ               | NQ               | NQ               | NQ                 | 19.                | [ 157 ] |
| Ihor Rejzlin Roman Swiczkar Bohdan Nikiszyn Anatolij Herej | szpada drużynowo (m)     | N/A              | N/A                  | Bye              | Chiny · P 35-45  | Włochy · W 45-39 | Francja · P 39-45  | 6.                 | [ 160 ] |
| Olha Charłan                                               | szabla indywidualnie (k) | Bye              | Yang Hengyu P 11-15  | NQ               | NQ               | NQ               | NQ                 | 17.                | [ 161 ] |
| Ołena Krywyćka                                             | szpada indywidualnie (k) | Bye              | Knapik-Miazga P 8-15 | NQ               | NQ               | NQ               | NQ                 | 21.                | [ 162 ] |

### Tenis stołowy
| Zawodnik          | Konkurencja        | Eliminacje       | Runda 1          | Runda 2          | Runda 3          | 1/8 finału       | Ćwierćfinały     | Półfinały        | Finał            | Finał   | Źródło  |
| Zawodnik          | Konkurencja        | Przeciwnik Wynik | Przeciwnik Wynik | Przeciwnik Wynik | Przeciwnik Wynik | Przeciwnik Wynik | Przeciwnik Wynik | Przeciwnik Wynik | Przeciwnik Wynik | Pozycja | Źródło  |
| ----------------- | ------------------ | ---------------- | ---------------- | ---------------- | ---------------- | ---------------- | ---------------- | ---------------- | ---------------- | ------- | ------- |
| Kou Łej           | gra pojedyncza (m) | Bye              | Hmam W 4-0       | Assar P 3-4      | NQ               | NQ               | NQ               | NQ               | NQ               | 33.     | [ 163 ] |
| Marharyta Pesoćka | gra pojedyncza (k) | N/A              | N/A              | Batra P 3-4      | NQ               | NQ               | NQ               | NQ               | NQ               | 33.     | [ 164 ] |
| Hanna Haponowa    | gra pojedyncza (k) | Bye              | Liu Jia P 2-4    | NQ               | NQ               | NQ               | NQ               | NQ               | NQ               | 49.     | [ 164 ] |

### Tenis ziemny
| Zawodnik                          | Konkurencja | Pierwsza runda                  | Druga runda                        | Trzecia runda                   | Ćwierćfinały                            | Półfinały                    | Finał                          | Finał   | Źródło  |
| Zawodnik                          | Konkurencja | Przeciwnik Wynik                | Przeciwnik Wynik                   | Przeciwnik Wynik                | Przeciwnik Wynik                        | Przeciwnik Wynik             | Przeciwnik Wynik               | Pozycja | Źródło  |
| --------------------------------- | ----------- | ------------------------------- | ---------------------------------- | ------------------------------- | --------------------------------------- | ---------------------------- | ------------------------------ | ------- | ------- |
| Elina Switolina                   | singiel (k) | Siegemund W 2-1 (6:3, 5:7, 6:4) | Tomljanović W 2-1 (4:6, 6:3, 6:4)  | Sakari W 2-1 (5:7, 6:3, 6:4)    | Giorgi W 2-0 (6:4, 6:4)                 | Vondroušová P 0-2 (3:6, 1:6) | Rybakina W 2-1 (1:6, 7:6, 6:4) | brąz    | [ 165 ] |
| Dajana Jastremśka                 | singiel (k) | Fernandez P 1-2 (3:6, 6:0, 6:7) | NQ                                 | NQ                              | NQ                                      | NQ                           | NQ                             | 17.     | [ 165 ] |
| Ludmyła Kiczenok Nadija Kiczenok  | debel (k)   | N/A                             | Mirza Raina W 2-1 (0:6, 7:6, 10:8) | Errani Paolini W 2-0 (7:6, 6:2) | Kudiermietowa Wiesnina P 0-2 (2:6, 1:6) | NQ                           | NQ                             | 5.      | [ 166 ] |
| Elina Switolina Dajana Jastremśka | debel (k)   | N/A                             | Cornet Ferro P 0-2 (2:6, 4:6)      | NQ                              | NQ                                      | NQ                           | NQ                             | 17.     | [ 166 ] |

### Triathlon
| Zawodnik            | Konkurencja | Pływanie | Zmiana 1 | Jazda na rowerze | Zmiana 2 | Bieg | Czas | Pozycja | Źródło  |
| ------------------- | ----------- | -------- | -------- | ---------------- | -------- | ---- | ---- | ------- | ------- |
| Julija Jelistratowa | kobiety     | NQ       | NQ       | NQ               | NQ       | NQ   | NQ   | NQ      | [ 167 ] |

### Wioślarstwo
| Zawodnik                      | Konkurencja | Eliminacje | Eliminacje | Repasaż | Repasaż | Półfinały | Półfinały | Finał   | Finał      | Miejsce | Źródło  |
| Zawodnik                      | Konkurencja | Czas       | M.         | Czas    | M.      | Czas      | M.        | Czas    | M.         | Miejsce | Źródło  |
| ----------------------------- | ----------- | ---------- | ---------- | ------- | ------- | --------- | --------- | ------- | ---------- | ------- | ------- |
| Ihor Chmara Stanisław Kowalow | LM2x        | 6:36,05    | 4.         | 6:36,28 | 1.      | 6:14,57   | 4.        | 6:16,92 | 3. Finał B | 9.      | [ 168 ] |

### Zapasy
| Zawodnik               | Konkurencja                    | Kwalifikacje     | 1/8                 | Ćwierćfinał      | Półfinał                | Repesaż 1        | Finał                 | Finał   | Źródło  |
| Zawodnik               | Konkurencja                    | Przeciwnik Wynik | Przeciwnik Wynik    | Przeciwnik Wynik | Przeciwnik Wynik        | Przeciwnik Wynik | Przeciwnik Wynik      | Pozycja | Źródło  |
| ---------------------- | ------------------------------ | ---------------- | ------------------- | ---------------- | ----------------------- | ---------------- | --------------------- | ------- | ------- |
| Lenur Tiemirow         | -60 kg mężczyzn styl klasyczny | N/A              | Tasmuradov W 5-0    | Melikian W 8-4   | Fumita P 1-5            | N/A              | Walihan Sailike P 1-1 | 5.      | [ 169 ] |
| Parwiz Nasibow         | -67 kg mężczyzn styl klasyczny | N/A              | Bjerrehuus W 5-1    | Surkow W 1-1     | Ibrahim as-Sajjid W 7-6 | N/A              | Garaji P 1-9          | srebro  | [ 170 ] |
| Żan Bełeniuk           | -87 kg mężczyzn styl klasyczny | N/A              | Datunaszwili W 3-11 | Sidazara W 1-1   | Huklek W 7-1            | N/A              | Lőrincz W 5-1         | złoto   | [ 171 ] |
| Wasyl Mychajłow        | -74 kg mężczyzn styl wolny     | N/A              | Bayramov P 2-4      | NQ               | NQ                      | NQ               | NQ                    | 10.     | [ 172 ] |
| Ołeksandr Chocianiwski | -125 kg mężczyzn styl wolny    | N/A              | Zare P 0-7          | NQ               | NQ                      | NQ               | NQ                    | 15.     | [ 173 ] |
| Oksana Liwacz          | -50 kg kobiet styl wolny       | N/A              | Idris W 10-0        | Sun Yanan P 3-7  | NQ                      | Guzmán W 6-0     | Hildebrandt P 1-12    | 5.      | [ 175 ] |
| Tetiana Kit            | -57 kg kobiet styl wolny       | N/A              | Bousetta W 2-0      | Maroulis P 0-8   | NQ                      | NQ               | NQ                    | 8.      | [ 176 ] |
| Iryna Koladenko        | -62 kg kobiet styl wolny       | N/A              | Adeniyi W 2-4       | Long Jia P 1-12  | Tynybekowa P 0-10       | N/A              | Grigorjeva W 3-1      | brąz    | [ 177 ] |
| Ałła Czerkasowa        | -68 kg kobiet styl wolny       | N/A              | Jusuf W 11-0        | Schell W 6-0     | Mensah P 4-10           | N/A              | Doshō W 2-0           | brąz    | [ 178 ] |
| Ałła Belinśka          | -76 kg kobiet styl wolny       | N/A              | Zhou Qian P 3-4     | NQ               | NQ                      | NQ               | NQ                    | 12.     | [ 179 ] |